# غيكس فون ريفوليوشين
غيكس فون ريفوليوشين (بالإنجليزية: GeeksPhone Revolution)‏ هو هاتف محمول يعمل بنظام فيرفكس، تم طرحه في الأسواق في يناير 2014.

## الخصائص
- نظام التشغيل: فيرفكس
- الكاميرا الأمامية: 1.3 ميجابكسل
- الشاشة: إل سي دي
- المعالج: ثنائي النواة
- الذاكرة: 1 جيجابايت